# Supremo (app)
Supremo es un software de escritorio remoto que permite acceder a ordenadores, servidores y otros dispositivos remotos. Fue lanzado por primera vez  por Nanosystems Srl en 2013.
Se ejecuta en los sistemas operativos Windows, macOS, Android, Linux e iOS .

## Software
La función principal de Supremo es permitir a los usuarios acceder a los ordenadores de forma remota desde escritorio y dispositivos móviles. Se puede utilizar sin ningún procedimiento de configuración o instalación.

## Uso por piratas informáticos y estafadores
Supremo ha sido utilizado indebidamente por piratas informáticos y estafadores para acceder a los ordenadores de las víctimas. Supremo intenta evitarlo mostrando un mensaje de advertencia la primera vez que se ejecuta el software..

## Características
Supremo puede comenzar en el arranque del sistema de los dispositivos para permitir el acceso desatendido en las máquinas remotas.
Supremo es gratuito para uso personal. Para su versión de pago, Supremo Professional, ofrece una aplicación web llamada Console, que consolida todas las herramientas necesarias para la administración remota, el despliegue de software, el monitoreo de recursos y la resolución de problemas.
Algunas de sus características destacadas son:
- Gestión multiplataforma: Es compatible con diversas plataformas, lo que permite realizar conexiones entre diferentes sistemas operativos, como Windows, macOS y Linux.
- Transferencia de archivos: Permite la transferencia de archivos de manera rápida y segura entre el dispositivo local y el remoto durante las sesiones de soporte.
- Chat integrado: Incluye un chat integrado que facilita la comunicación entre el usuario local y el técnico remoto, lo que agiliza la resolución de problemas y la asistencia técnica.
- Personalización y marca blanca: Permite personalizar la apariencia y la marca de la herramienta para mantener la identidad corporativa de la empresa.
- Seguridad avanzada: Cuenta con encriptación de extremo a extremo y autenticación de dos factores (2FA) para garantizar un alto nivel de seguridad en las conexiones remotas.